# 286 Iclea
286 Iclea је астероид главног астероидног појаса са пречником од приближно 94,30 km.
Афел астероида је на удаљености од 3,299 астрономских јединица (АЈ) од Сунца, а перихел на 3,095 АЈ.
Ексцентрицитет орбите износи 0,031, инклинација (нагиб) орбите у односу на раван еклиптике 17,907 степени, а орбитални период износи 2088,342 дана (5,717 година).
Апсолутна магнитуда астероида је 8,98 а геометријски албедо 0,050.
Астероид је откривен 3. августа 1889. године.